# Hekelsteeg
De Hekelsteeg is een steeg in het centrum van de Nederlandse stad Utrecht. 
De steeg is zo'n 70 meter lang en ze verbindt de Oudegracht met de Steenweg. Ten tijde van de middeleeuwse handelswijk Stathe lag de bebouwing vermoedelijk ter hoogte van de Steenweg. Richting de glooiende oever liepen paadjes en de Hekelsteeg is daar een overblijfsel van. Ze wordt in 1260 genoemd maar dan onder de naam Lage Messegasse. De straatnaam Hekelsteeg wordt pas begin 17e eeuw voor het eerst genoemd en is vermoedelijk niet ontleend aan het op bepaalde wijze bewerken van vlas (hekelen). Het modemagazijn Gebr. Gerzon plaatste rond 1920 nieuwbouw in een deel van de steeg.